# Keresztsávos nyúlkenguru
A keresztsávos nyúlkenguru vagy sávos kenguru (Lagostrophus fasciatus) a Diprotodontia rendjébe, ezen belül a kengurufélék családjába tartozó Lagostrophus nem egyetlen faja.

## Előfordulása
Ausztrália nyugati részén honos.

## Alfajai
- Lagostrophus fasciatus baudinettei
- Lagostrophus fasciatus fasciatus

## Megjelenése
Szőrzete sárgásszürke, világosabb sörényszőrökkel és sajátságos barna harántcsíkokkal, amelyek hátulról körülbelül a hát közepéig nyúlnak előre, s hosszanti, a hát középvonalán végigfutó sávval vannak összekötve.